# Jet Black Heart
Jet Black Heart è un singolo del gruppo musicale australiano 5 Seconds of Summer, pubblicato il 17 dicembre 2015 come terzo estratto dal secondo album in studio Sounds Good Feels Good.
È entrato nelle classifiche in sei paesi e ha vinto un Verano MTV Award e un Teen Choice Award.  Il video musicale è stato rilasciato lo stesso giorno su YouTube e da allora ha ottenuto più di 30 milioni di visualizzazioni.

## Video musicale
Il video, diffuso nello stesso giorno, inizia con un messaggio della band che recita "We asked our fans to help make this video. We wanted to hear your stories. We were overwhelmed with the response. This video goes out to you. Jet Black Heart.", ovvero "Abbiamo chiesto ai nostri fan di aiutarci a realizzare questo video. Volevamo ascoltare le vostre storie. Siamo stati sopraffatti dalla risposta. Questo video va a voi. Jet Black Heart ." Ha oltre 40 milioni di visualizzazioni, a partire dal 2021.

## Formazione
- Luke Hemmings - voce, chitarra
- Calum Hood - voce, basso
- Micheal Clifford - voce, chitarra
- Ashton Irwin - cori, batteria